# Havana (Dacota do Norte)
Havana é uma cidade localizada no estado norte-americano de Dacota do Norte, no Condado de Sargent.

## Demografia
Segundo o censo norte-americano de 2000, a sua população era de 94 habitantes.
Em 2006, foi estimada uma população de 88, um decréscimo de 6 (-6.4%).

## Geografia
De acordo com o United States Census Bureau tem uma área de
1,0 km², dos quais 1,0 km² cobertos por terra e 0,0 km² cobertos por água. Havana localiza-se a aproximadamente 395 m acima do nível do mar.

## Localidades na vizinhança
O diagrama seguinte representa as localidades num raio de 24 km ao redor de Havana.